# آلتو وترو
آلتو وترو (به لاتین: Alto Vetro) یک ساختمان بلندمرتبه در جمهوری ایرلند است که در Dublin City Council واقع شده‌است.